# 하라마강

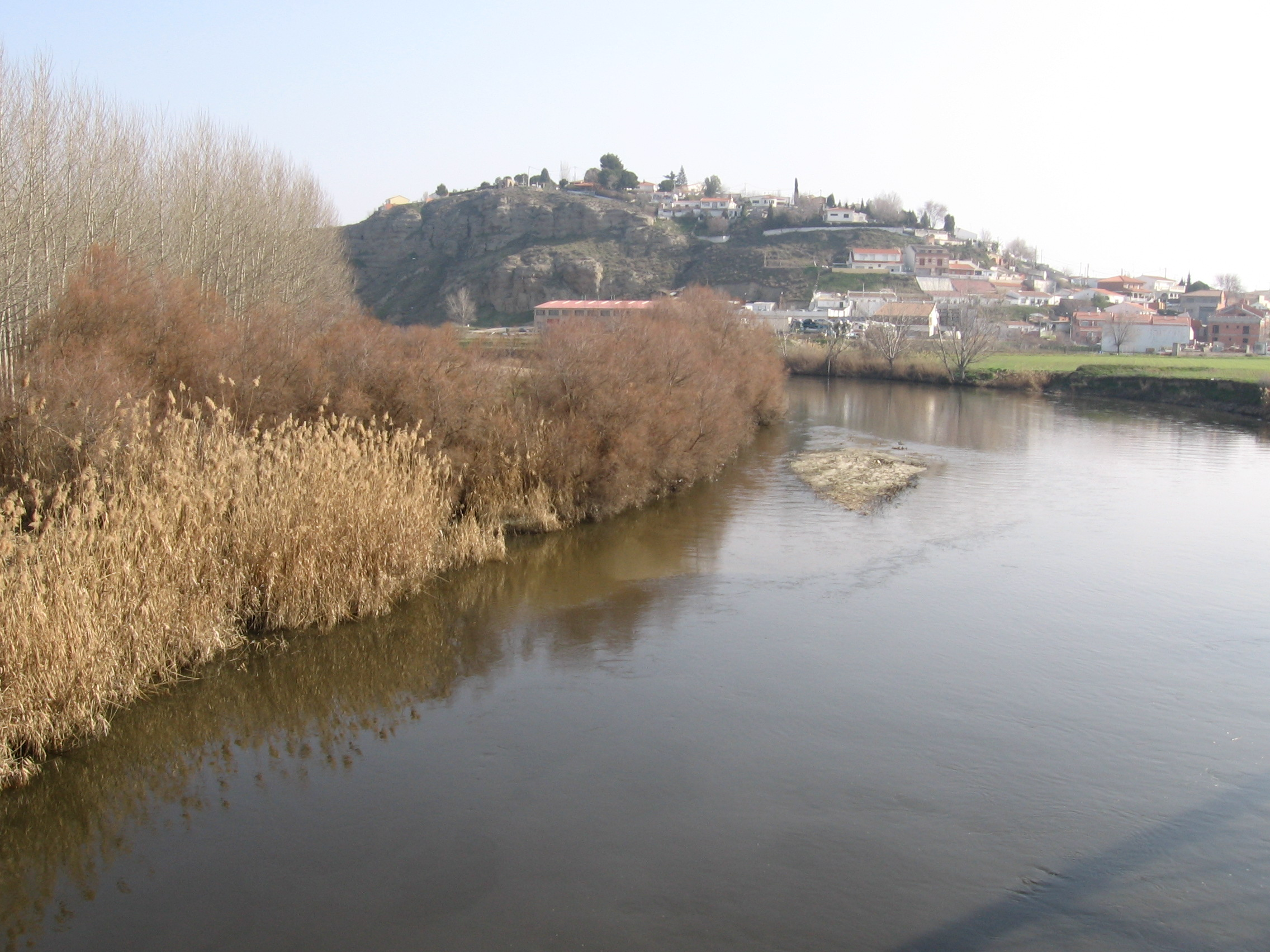
티툴시아의 하라마강

하라마강(스페인어: Río Jarama)은 스페인 중부의 강이다. 북쪽에서 남쪽으로 흐르고 마드리드 동쪽을 지나간다.